# 2023–2024-es Erste Liga
A 2023–2024-es Erste Liga szezon a sorozat történetének tizenhatodik kiírása. A bajnokságot két országból tíz résztvevő klubbal rendezik meg. Az alapszakasz 2023. szeptember 29-én kezdődött. A bajnokság címvédője a Gyergyói HK.

## Lebonyolítás

### Alapszakasz
Az alapszakasz során 10 csapat mérkőzik meg egymással, mindegyik csapat 4 mérkőzést játszik a többi csapattal, 2-2 meccset otthon és idegenben. Az alapszakasz során elért végső helyezés akkor állapítható meg, amikor már mindegyik csapat lejátszott 36 mérkőzést.

### Rájátszás
A rájátszásba jutás menete az előző szezonhoz képest változott. Az alapszakasz tabellájának végső állása szerint a legtöbb 8 pontot gyűjtő csapat jut be a rájátszásba, az utolsó két csapat számára véget ér a szezon. A rájátszás párharcai négy nyertes mérkőzésig tartanak, végső esetben a hetedik forduló dönt a továbbjutóról.

### Kihelyezett mérkőzés
A 2023. december 2-án megrendezésre került Dunaújvárosi Acélbikák - Budapest Jégkorong Akadémia HC mérkőzést a Jászberényi Jégcsarnokban került játszották le. A 2024. január 7-én megrendezésre került FEHA19 - FTC-Telekom mérkőzést az Ajkai Jégcsarnokban játszották le.

## Előzmények
A szezon első eseménye a liga új logójának júliusi bemutatása volt. A alapszakasz szeptember 29-én kezdődött. Az alapszakaszban minden csapat négyszer játszik egymással (36 mérkőzés), majd az 1., 4., 5., 8. és 9. illetve a 2., 3., 6., 7., 10. helyezett csapatok újra összecsapnak egymással otthon és idegenben (további nyolc mérkőzés, ami beleszámít az alapszakasz tabellájába). Így az alapszakaszban egy csapat 44 mérkőzést játszik. A playoff kvalifikáció megszűnik, a 9. és a 10. helyezett csapatok nem jutnak be a rájátszásba. A rájátszásban egyik körben sem lehet ellenfelet választani, a párosítások az alapszakasz rangsora alapján alakulnak ki.

## Résztvevők
| Csapat                 | Város              | Jégpálya                       | Befogadóképesség | Vezetőedző        |
| ---------------------- | ------------------ | ------------------------------ | ---------------- | ----------------- |
| Ferencvárosi TC        | Budapest           | Tüskecsarnok                   | 2540             | Fodor Szabolcs    |
| Újpesti TE             | Budapest           | Megyeri úti Jégcsarnok         | 2000             | Markus Juurikkala |
| Dunaújvárosi Acélbikák | Dunaújváros        | Dunaújvárosi Jégcsarnok        | 4500             | Niko Eronen       |
| Debreceni EAC          | Debrecen           | Debreceni Jégcsarnok           | 600              | Vaszjunyin Artyom |
| FEHA19                 | Székesfehérvár     | Ifjabb Ocskay Gábor Jégcsarnok | 3600             | Anatoli Bogdanov  |
| CSM Corona Brasov      | Brassó             | Brassói jégcsarnok             | 2200             | Dave McQueen      |
| Sport Club Csíkszereda | Csíkszereda        | Vákár Lajos Műjégpálya         | 2500             | Václav Novák      |
| Gyergyói Hoki Klub     | Gyergyószentmiklós | Gyergyószentmiklósi jégpálya   | 1000             | Szilassy Zoltán   |
| Budapest JAHC          | Budapest           | Vasas Jégcentrum               | 1500             | Kangyal Balázs    |
| DVTK Jegesmedvék       | Miskolc            | Miskolci Jégcsarnok            | 2000             | Steve Kasper      |

## Vezetőedző-váltások
| Csapat           | Távozó vezetőedző | A távozás oka       | A bejelentés ideje | Helyezés a tabellán | Érkező vezetőedző | A bejelentés ideje  | Forrás |
| ---------------- | ----------------- | ------------------- | ------------------ | ------------------- | ----------------- | ------------------- | ------ |
| Újpesti TE       | Virág Csaba       |                     | 2023. február 17.  | a bajnokság előtt   | Markus Juurikkala | 2023. április 5.    | [ 6 ]  |
| Debreceni EAC    | György József     | lejárt a szerződése | 2023. február 23.  | a bajnokság előtt   | Vaszjunyin Artyom | 2023. április 5.    | [ 7 ]  |
| DVTK Jegesmedvék | Tokaji Viktor     | közös megegyezés    | 2023. március 10.  | a bajnokság előtt   | Steve Kasper      | 2023. május 2.      | [ 8 ]  |
| SC Csíkszereda   | Jeff Paul         |                     | 2023. július 19.   | a bajnokság előtt   | Bradley Gratton   | 2023. szeptember 1. | [ 9 ]  |
| SC Csíkszereda   | Bradley Gratton   | gyenge szereplés    | 2023. október 24.  | 10.                 | Václav Novák      | 2023. november 4.   | [ 10 ] |

## Alapszakasz
| Hely. | Csapat                 | M  | Gy | HGy | HV | V  | G+  | G–  | Gk  | P  | Továbbjutás vagy kiesés   |
| ----- | ---------------------- | -- | -- | --- | -- | -- | --- | --- | --- | -- | ------------------------- |
| 1.    | Ferencvárosi TC        | 44 | 25 | 5   | 4  | 10 | 168 | 113 | +55 | 89 | Bejutott a rájátszásba.   |
| 2.    | Corona Brașov          | 44 | 25 | 3   | 2  | 14 | 143 | 113 | +30 | 83 | Bejutott a rájátszásba.   |
| 3.    | Gyergyói HK            | 44 | 22 | 5   | 5  | 12 | 165 | 134 | +31 | 81 | Bejutott a rájátszásba.   |
| 4.    | BJAHC                  | 44 | 21 | 4   | 4  | 15 | 152 | 131 | +21 | 75 | Bejutott a rájátszásba.   |
| 5.    | SC Csíkszereda         | 44 | 21 | 3   | 6  | 14 | 160 | 139 | +21 | 72 | Bejutott a rájátszásba.   |
| 6.    | Újpesti TE             | 44 | 19 | 4   | 4  | 17 | 138 | 133 | +5  | 69 | Bejutott a rájátszásba.   |
| 7.    | DVTK Jegesmedvék       | 44 | 17 | 7   | 3  | 17 | 139 | 140 | −1  | 68 | Bejutott a rájátszásba.   |
| 8.    | Debreceni EAC          | 44 | 15 | 4   | 3  | 22 | 136 | 147 | −11 | 56 | Bejutott a rájátszásba.   |
| 9.    | Dunaújvárosi Acélbikák | 44 | 8  | 1   | 7  | 28 | 100 | 178 | −78 | 33 | Nem jutott a rájátszásba. |
| 10.   | FEHA                   | 44 | 5  | 6   | 4  | 29 | 84  | 157 | −73 | 31 | Nem jutott a rájátszásba. |

1. ↑  A Sport Club Csíkszeredától 3 pont levonva

## Rájátszás
|  | Negyeddöntők | Negyeddöntők     | Negyeddöntők |  |  | Elődöntők | Elődöntők       | Elődöntők |               |   | Döntő | Döntő           | Döntő |  |
|  |              |                  |              |  |  |           |                 |           |               |   |       |                 |       |  |
|  | 1            | Ferencvárosi TC  | 4            |  |  |           |                 |           |               |   |       |                 |       |  |
|  | 8            | Debreceni EAC    | 1            |  |  | 1         | Ferencvárosi TC | 4         |               |   |       |                 |       |  |
|  | 4            | BJA              | 2            |  |  | 5         | SC Csíkszereda  | 2         |               |   |       |                 |       |  |
|  | 5            | SC Csíkszereda   | 4            |  |  |           |                 |           |               |   | 1     | Ferencvárosi TC | 0     |  |
|  | 3            | Gyergyói HK      | 4            |  |  |           |                 | 2         | Corona Brașov | 4 |       |                 |       |  |
|  | 6            | Újpesti TE       | 0            |  |  | 3         | Gyergyói HK     | 2         |               |   |       |                 |       |  |
|  | 7            | DVTK Jegesmedvék | 2            |  |  | 2         | Corona Brașov   | 4         |               |   |       |                 |       |  |
|  | 2            | Corona Brașov    | 4            |  |  |           |                 |           |               |   |       |                 |       |  |

## Magyar bajnokság
A magyar bajnokságot az Erste Ligában legjobb helyen végzett magyar csapat nyerte meg. A Magyar bajnokságot a magyarországi csapatok közül az egyedül elődöntőbe jutott gárda, a Ferencváros szerezte meg. Ezzel a klub sorozatban a hatodik, összesen 31. bajnokságát nyerte meg.
A magyar bajnokság végeredménye: 1. FTC, 2. BJA, 3. UTE, 4. DVTK, 5. DEAC, 6. DAB, 7. FEHA19 
A Ferencváros magyar bajnokcsapatának tagjai: 